# Elecciones federales de Bélgica de 1995
Las elecciones federales de Bélgica de 1995, se celebraron el 21 de mayo. El partido Cristiano Demócrata y Flamenco preservó la mayoría de escaños permitiendo la reelección de Jean Luc Dehaene como primer ministro. Se realizaron también elecciones regionales. Estas fueron las primeras elecciones que se realizan con la nueva constitución de 1993 que convirtió a Bélgica en un estado federal oficial. La nueva Constitución también redujo el número de escaños de la Cámara de 220 a 150 y del Senado de 70 a 40 elegidos directamente. 

## Resultados en la Cámara de Representantes
|              | Cristiano Demócrata y Flamenco (Christelijke Volkspartij)              | 1,042,933 |   | 17.2 |   | 29  |   |
|              | Liberales y Demócratas Flamencos (Vlaamse Liberalen en Democraten)     | 798,363   |   | 13.1 |   | 21  |   |
|              | Partido Socialista (Parti Socialiste)                                  | 720,819   |   | 11.9 |   | 21  |   |
|              | Partido Socialista (Socialistische Partij)                             | 762,444   |   | 12.6 |   | 20  |   |
|              | Partido Liberal Reformista-Frente Democrático de Francófonos (PRL-FDF) | 623,250   |   | 10.3 |   | 18  |   |
|              | Centro Democrático Humanista (Parti Social Chrétien)                   | 469,101   |   | 7.7  |   | 12  |   |
|              | Bloque Flamenco (Vlaams Blok)                                          | 475,677   |   | 7.8  |   | 11  |   |
|              | Unión del Pueblo (Volksunie)                                           | 283,516   |   | 4.7  |   | 5   |   |
|              | Ecolo                                                                  | 243,362   |   | 4.0  |   | 6   |   |
|              | Agalev                                                                 | 269,058   |   | 4.4  |   | 5   |   |
|              | Frente Nacional (Front National)                                       | 138,496   |   | 2.3  |   | 2   |   |
|              | Otros                                                                  | 245,032   | — | 4.0  | — | —   | — |
|              | Total (91.1%)                                                          | 6,072,051 |   | 100  |   | 150 |   |
| Source: IBZ. |                                                                        |           |   |      |   |     |   |

## Resultados al Senado
|              | Cristiano Demócrata y Flamenco (Christelijke Volkspartij)          | 1,009,656 |   | 16.8 |   | 7  |   |
|              | Liberales y Demócratas Flamencos (Vlaamse Liberalen en Democraten) | 796,154   |   | 13.3 |   | 6  |   |
|              | Partido Socialista (Flandes) (Socialistische Partij)               | 792,941   |   | 13.2 |   | 6  |   |
|              | Partido Socialista (Valonia) (Parti Socialiste)                    | 764,610   |   | 12.8 |   | 5  |   |
|              | Liberal Reformista–Frente Democrático Francófono (PRL–FDF)         | 672,798   |   | 11.2 |   | 5  |   |
|              | Bloque Flamenco (Vlaams Blok)                                      | 463,896   |   | 7.7  |   | 3  |   |
|              | Centro Democrático Humanista (Parti Social Chrétien)               | 434,492   |   | 7.3  |   | 3  |   |
|              | Unión del Pueblo (Volksunie)                                       | 318,453   |   | 5.3  |   | 2  |   |
|              | Ecolo                                                              | 258,635   |   | 4.3  |   | 2  |   |
|              | Agalev                                                             | 223,355   |   | 3.7  |   | 1  |   |
|              | Otros                                                              | 257,335   | — | 4.3  | — | —  | — |
|              | Total (91.1%)                                                      | 5,992,325 |   | 100  |   | 40 |   |
| Fuente: IBZ. |                                                                    |           |   |      |   |    |   |